# Union des forces de changement
Union des forces de changement (UFC) is een van de belangrijkste Togolese oppositiepartijen.
De UFC werd in 1992 opgericht door onder meer Gilchrist Olympio, zoon van de in januari 1963 vermoorde president Sylvanus Olympio. De partij streeft naar een democratisering van Togo en de respectering van de grondwet en de mensenrechten en keert zich tegen de dictatuur van de Eyadéma-dynastie.